# Péotenga
Ne doit pas être confondu avec Poétenga.
Péotenga est une localité située dans le département de Pibaoré de la province du Sanmatenga dans la région Centre-Nord au Burkina Faso.

## Économie
L'activité principale de Péotenga est l'agro-pastoralisme.

## Éducation et santé
Le centre de soins le plus proche de Péotenga est le centre de santé et de promotion sociale (CSPS) de Pibaoré tandis que le centre hospitalier régional (CHR) se trouve à Kaya.
Le village possède une école primaire publique.